# Академический симфонический оркестр Санкт-Петербургской филармонии
Академический симфонический оркестр Санкт-Петербургской филармонии (сокращённо — АСО СПб филармонии) — российский симфонический коллектив. Базируется и выступает в Большом зале Санкт-Петербургской филармонии.

## История
Оркестр появился в 1931 сперва как ансамбль при Ленинградском радио. После получил официальное название Большой симфонический оркестр Ленинградского радиокомитета. В 1937—1950 главным дирижёром оркестра был Карл Элиасберг.
В годы войны это был единственный в блокадном Ленинграде оркестр, в нём работали оставшиеся в городе музыканты. Большой симфонический оркестр Ленинградского радиокомитета выступал по радио и давал концерты (всего более 400). 9 августа 1942 под управлением Карла Элиасберга состоялось исполнение Седьмой симфонии Дмитрия Шостаковича, ставшее историческим.
Весной 1953 года в штате Филармонии появляется 2-й оркестр, бывший оркестр Радиокомитета, ныне – Академический симфонический оркестр Петербургской филармонии, тогда он выступал под названием Симфонический оркестр Ленинградской филармонии. Первый «филармонический» концерт коллектива состоялся 11 июня 1953 года. В марте-апреле 1965 года состоялся первый выезд оркестра за рубеж.
С 1968 по 1976 год Симфонический оркестр Ленинградской филармонии возглавлял Юрий Темирканов.
Осенью 1977 года, после ухода Юрия Темирканова в Кировский театр, Симфонический оркестр Филармонии возглавил Александр Дмитриев (с 2018 года дирижер-лауреат коллектива).
В январе 1985 года симфоническому оркестру присвоено звание Академический.
С 1994 года с оркестром в должности штатного дирижера работает Владимир Альтшулер.
С сентября 2023 года главный дирижер Академического симфонического оркестра Петербургской филармонии – Димитрис Ботинис.

## Главные дирижёры оркестра
- 1937—1950 — Карл Элиасберг
- 1950—1957 — Николай Рабинович
- 1964—1967 — Арвид Янсонс
- 1968—1976 — Юрий Темирканов
- 1977—2018 — Александр Дмитриев
- 2024–н.в. – Димитрис Ботинис

## Известные музыканты оркестра
- Сергей Антошкин, ударник
- Илья Брик, виолончель
- Валентин Галузин, тубист
- Михаил Гантварг, скрипач
- Дмитрий Дмитриев, гобоист
- Станислав Седристый, валторнист
- Виктор Сумеркин, тромбонист
- Сергей Суслов, кларнетист
- Анатолий Сухоруков, валторнист